# Charles Waldron

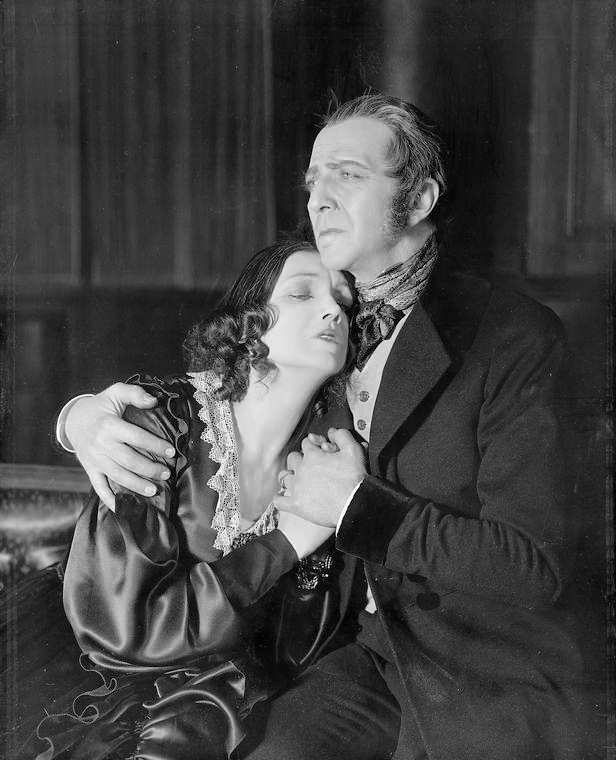
Avec Katharine Cornell en 1931 à Broadway, dans The Barretts of Wimpole Street

Charles Waldron est un acteur américain, né à Waterford (État de New York, États-Unis) le 24 décembre 1874, mort à Hollywood (Californie, États-Unis) le 4 mars 1946.

## Biographie
Au théâtre, Charles Waldron fait sa première apparition à Broadway (New York) en 1907, dans la pièce The Warrens of Virginia de William C. de Mille, aux côtés du frère de l'auteur, Cecil B. DeMille (qui en réalisera une adaptation muette au cinéma en 1915), et de la jeune Mary Pickford, débutant alors elle aussi à Broadway. En septembre 1945 — de nombreuses autres pièces se sont succédé dans l'intervalle : voir la rubrique "Théâtre" ci-après —, il contribue à la création de Deep are the Roots, mise en scène par Elia Kazan, avec Barbara Bel Geddes, mais meurt en cours de production (en mars 1946), cette pièce étant représentée 477 fois jusqu'en novembre 1946. Citons également la pièce à succès The Barretts of Wimpole Street de Rudolf Besier (créée en 1931, adaptée au cinéma en 1934, puis reprise en 1935), avec notamment Katharine Cornell et Brian Aherne, qu'il aura plusieurs fois comme partenaires à Broadway.
Au cinéma, il collabore à huit films muets entre 1911 et 1921, puis à cinquante-quatre films parlants à partir de 1935. Son dernier film — l'un de ses plus connus — est Le Grand Sommeil (rôle du Général Sternwood, aux côtés de Lauren Bacall et Humphrey Bogart), sorti en 1946, cinq mois après sa mort.

## Théâtre
Pièces jouées à Broadway
- 1907-1908 : The Warrens of Virginia (en) de William C. de Mille, produite par David Belasco, avec Cecil B. DeMille, Emma Dunn, Mary Pickford, Willard Robertson
- 1909 : The Fourth Estate d'Harriet Ford et Joseph Medill Patterson, avec Richard Garrick
- 1910 : Mid-Channel d'Arthur Wing Pinero, avec Ethel Barrymore
- 1911 : Judith Zaraine de C.M.S. McLellan
- 1912 : June Madness d'Henry Kitchell Webster
- 1912-1913 : The High Road d'Edward Sheldon, avec Arthur Byron
- 1913 : The Painted Woman de Frederick Arnold Krummer, mise en scène de John Cromwell, avec Robert Warwick
- 1913 : The Strange Woman de William J. Hurlbut, avec Elsie Ferguson
- 1914 : The Dragon's Claw d'Austin Strong, avec Lowell Sherman
- 1914-1915 : Daddy Long Legs de Jean Webster, avec Ruth Chatterton, Charles Trowbridge, Cora Witherspoon
- 1919 : The Woman in Room 13 de Samuel Shipman et Max Marcin, avec DeWitt Jennings, Lowell Sherman
- 1920 : La Malquerida (The Passion Flower) de Jacinto Benavente, adaptation de John Garrett Underhill
- 1921 : Mary Stuart de John Drinkwater, avec Thurston Hall, Frank Reicher
- 1921 : Swords de Sidney Howard
- 1921 : The Elton Case de William Devereux
- 1921-1922 : A Bill of Divorcement (en) de Clemence Dane (d'après son roman Legend), mise en scène de Basil Dean, avec Katharine Cornell (adaptée au cinéma en 1932)
- 1922 : A Pinch Hitter d'H.M. Harwood, avec J.M. Kerrigan
- 1923 : The Guilty One de Michael Morton et Peter Traill
- 1925 : Mrs. Partridge presents de Mary Kennedy et Ruth Hawthorne, avec Ruth Gordon
- 1925-1926 : Hamlet de William Shakespeare, avec Helen Chandler, Walter Kingsford, Basil Sydney
- 1926 : Magda d'Hermann Sudermann, adaptation de Charles-Edward Amory Winslow, avec Henry Stephenson
- 1926 : Pyramids de Samuel Ruskin Golding
- 1927 : The Heaven Tappers de George Scarborough et Annette Westbay, mise en scène d'Edwin Carewe, avec Thomas Chalmers
- 1927 : Madame X d'Alexandre Bisson (première adaptation au cinéma en 1929 ; rôle dans la deuxième adaptation au cinéma de 1937 : voir filmographie ci-dessous)
- 1927-1928 : Coquette de George Abbott et Ann Preston, mise en scène de George Abbott, avec Helen Hayes, Una Merkel
- 1930 : Those we love de George Abbott et S. K. Lauren, mise en scène de George Abbott, avec Helen Flint, Josephine Hull, Percy Kilbride, George Abbott
- 1930 : Les Guerriers d'Helgeland (titre original : Hærmændene paa Helgeland ; titre anglais : The Vikings at Helgeland ou The Vikings) d'Henrik Ibsen, adaptation de Blanche Yurka et Thomas Wilfred, avec Richard Hale, Warren William, Blanche Yurka
- 1930 : Schoolgirl d'A.W. Pezet et Carman Barnes
- 1931 : The Barretts of Wimpole Street de Rudolf Besier, avec Brian Aherne, Katharine Cornell (+ productrice), Margalo Gillmore, Ian Wolfe
- 1932 : Électre (Electra) de Sophocle, avec Alma Kruger, Blanche Yurka
- 1932-1933 : Le Viol de Lucrèce (Lucrece) d'André Obey, adaptation de Thornton Wilder, avec Brian Aherne, Katharine Cornell (+ productrice), Pedro de Cordoba, Blanche Yurka
- 1933 : Alien Corn de Sidney Howard, avec Luther Adler, Katharine Cornell (+ productrice)
- 1933-1934 : The Pursuit of Happiness d'Alan Child et Isabelle Louden, avec Oscar Polk, Raymond Walburn
- 1934 : Dance with your Gods de Kenneth Perkins, avec Cecil Cunningham, Lena Horne, Rex Ingram
- 1934-1935 : Roméo et Juliette (Romeo and Juliet) de William Shakespeare, avec Brian Aherne, Katharine Cornell, John Emery, Edith Evans, George Macready, Moroni Olsen, Basil Rathbone, Orson Welles
- 1935 : The Barretts of Wimpole Street pré-citée, reprise, avec Brian Aherne, Katharine Cornell (+ productrice), John Emery, Margalo Gillmore, Burgess Meredith, Moroni Olsen
- 1935 : Flowers of the Forest de John Van Druten, avec Katharine Cornell (+ productrice), John Emery, Margalo Gillmore, Burgess Meredith
- 1935-1936 : Roméo et Juliette pré-citée, reprise, avec Katharine Cornell (+ productrice), John Cromwell, Maurice Evans, Tyrone Power, Ralph Richardson
- 1936 : Sainte Jeanne (Saint Joan) de George Bernard Shaw, avec Brian Aherne, Eduardo Ciannelli, Katharine Cornell (+ productrice), George Coulouris, John Cromwell, Maurice Evans, Tyrone Power, Kent Smith
- 1938 : I am my Youth d'Ernest Pascal et Edwin Blum, avec Frank Lawton
- 1938-1939 : American Landscape de (et mise en scène par) Elmer Rice, avec Charles Dingle, Isobel Elsom
- 1945-1946 : Deep are the Roots d'Arnaud D'Usseau et James Gow, mise en scène d'Elia Kazan, avec Barbara Bel Geddes, Lloyd Gough, Barbara O'Neil

## Filmographie partielle
- 1911 : Big Noise Hank de Milton J. Fahrney (court métrage)
- 1915 : Esmeralda de James Kirkwood Sr.
- 1915 : At Bay de George Fitzmaurice
- 1916 : Mice and Men de J. Searle Dawley
- 1916 : Audrey de Robert G. Vignola
- 1920 : The Thief de Charles Giblyn (court métrage)
- 1921 : Everyman's Price de Burton L. King
- 1935 : Wanderer of the Wasteland d'Otho Lovering
- 1935 : Mary Burns, la fugitive (Mary Burns, Fugitive) de William K. Howard
- 1935 : Crime et Châtiment (Crime and Punishment) de Josef von Sternberg
- 1935 : The Great Impersonation d'Alan Crosland
- 1936 : Le Jardin d'Allah (The Garden of Allah) de Richard Boleslawski
- 1936 : Career Woman de Lewis Seiler
- 1936 : Ramona d'Henry King
- 1937 : A Doctor's Diary (en) de Charles Vidor
- 1937 : Le Secret des chandeliers (The Emperor's Candlesticks) de George Fitzmaurice
- 1937 : It's All Yours d'Elliott Nugent
- 1937 : Escape by Night d'Hamilton MacFadden
- 1937 : My Dear Miss Aldrich de George B. Seitz
- 1937 : Madame X de Sam Wood et Gustav Machatý
- 1937 : Les Cadets de la mer (Navy Blue and Gold) de Sam Wood
- 1938 : Petite Miss Casse-Cou (The Little Adventuress) de D. Ross Lederman
- 1938 : Marie-Antoinette (Marie Antoinette) de W. S. Van Dyke
- 1938 : Kentucky de David Butler
- 1939 : On Borrowed Time de Harold S. Bucquet
- 1939 : La Glorieuse Aventure (The Real Glory) de Henry Hathaway
- 1940 : La Vie de Thomas Edison (Edison, the Man) de Clarence Brown
- 1940 : Untamed de George Archainbaud
- 1940 : L'Étrange Cas du docteur Kildare (Dr. Kildare's Strange Case) de Harold S. Bucquet
- 1940 : L'Inconnu du troisième étage (Stranger on the Third Floor) de Boris Ingster
- 1940 : Les Déracinés (Three Faces West) de Bernard Vorhaus
- 1940 : Le Fils de Monte-Cristo (The Son of Monte Cristo) de Rowland V. Lee
- 1940 : L'Aventure d'une nuit (Remember the Night) de Mitchell Leisen
- 1941 : L'Escadrille des jeunes (I wanted Wings) de Mitchell Leisen
- 1941 : Le Diable s'en mêle (The Devil and Miss Jones) de Sam Wood
- 1941 : Rise and Shine d'Allan Dwan
- 1942 : Les Folles Héritières (The Gay Sisters) d'Irving Rapper
- 1942 : Prisonniers du passé (Random Harvest) de Mervyn LeRoy
- 1943 : Le Chant de Bernadette (The Song of Bernadette) d'Henry King
- 1944 : Mademoiselle Fifi (titre original) de Robert Wise
- 1944 : Les Aventures de Mark Twain (The Adventures of Mark Twain) d'Irving Rapper
- 1944 : Le Porte-avions X (Wing and a Prayer) d'Henry Hathaway
- 1945 : Rhapsodie en bleu (Rhapsody in Blue) d'Irving Rapper
- 1946 : Le Château du dragon (Dragonwyck) de Joseph L. Mankiewicz
- 1946 : Le Grand Sommeil (The Big Sleep) d'Howard Hawks